# François Clerc (astronome)
 (novembre 2020).
Pour les articles homonymes, voir Clerc et François Clerc.
François Clerc, né le 3 novembre 1769 à Sarrogna (Jura) et mort le 18 juin 1847, est un professeur de mathématiques et de philosophie, mathématicien et astronome, révolutionnaire, académicien, chevalier de la légion d'honneur, directeur bénévole de l'observatoire de Lyon pendant 34 ans.

## Biographie
François Clerc est né en 1769 à Sarrogna, aîné d'une famille de quatre enfants. Premier haut-jurassien à entrer à l'École Normale, il participe à la diffusion du mètre et des mesures républicaines, devient mathématicien et astronome, forme de nombreuses promotions de polytechniciens, est l'ami et le collaborateur d'Ampère, le maître d'Edgar Quinet, l'un des pères de notre enseignement républicain. Il relève l'astronomie lyonnaise désorganisée par l'expulsion des jésuites en 1764 puis par la Révolution. Il meurt dans l'oubli, en juin 1847 à Lyon. 

### Études
Il étudie à l'école de son village Sarrogna ; en effet, bien avant François Guizot et Jules Ferry, tous les villages du bailliage possédaient souvent leur école et les enfants pauvres désignés par le curé y étaient admis gratuitement. Il est ensuite formé au collège royal de Dole. 

### Vie politique
Nommé par la municipalité professeur de philosophie au collège de Saint-Claude le 6 octobre 1791, il se fait remarquer par son zèle révolutionnaire.
Il prononce un discours à la séance du 31 janvier 1794 où il atteste de l'esprit révolutionnaire qui anime Saint-Claude. Il obtient que des réquisitions de grains soient ordonnées sur les marchés d'Orgelet et de Bresse, afin de sauver le Haut-Jura de la famine.
Il devient chevalier de la Légion d'honneur le 29 octobre 1841 pour prendre rang au 29 avril 1839.

### Vie scientifique
Clerc s'intéresse fortement à l'astronomie afin de déterminer la longueur et la forme des méridiens (problème premier en astronomie à cette époque), participant ainsi à un premier mouvement de spécialisation des sciences.
En juin 1800 arrivent dans les départements les premières matrices. C'est à Clerc que revient la mission officielle d'établir un tableau des correspondances entre les mesures républicaines et les mesures anciennes dans le département de l’Ain.
Il produit un ouvrage d'une rigueur et d'une clarté jugées exceptionnelles. Son Instruction sur les mesures républicaines et les mesures anciennes, publiée en un temps record dès 1801, expose les bases philosophiques et scientifiques du nouveau système, dont il rappelle qu'il vise à l’universalité et au rapprochement des hommes en prenant ses fondements dans la nature.
Entre 1803 et 1806 s'instaure une collaboration importante entre lui et les astronomes de l'Institut, Lalande et Delambre. Clerc n'a pas alors d'instruments : Lalande fait donc des observations ou relevés au quart de cercle ou au télescope, et Clerc les calculs astronomiques.
C'est grâce à Clerc que l'observatoire de Lyon est restauré, il en devient le directeur en 1817. Cet observatoire, fondé par Jean de Saint-Bonnet en 1702, se situait alors au sommet du Collège de la Trinité, aujourd'hui lycée Ampère. 
Enfin Clerc se consacre à la météorologie. De son observatoire dans la tour du lycée, il établit de remarquables feuilles d'observation (trois relevés par jour) pour les années 1817, 1818, 1819.
Sa nomination au lycée de Lyon, est presque une affaire d'État, pour laquelle il bénéficie de l’appui des plus hautes sommités scientifiques : les savants Delambre, Lalande, De Jussieu, Ampère, c’est-à-dire des membres de l'Institut. Mais il a des ennemis au Conseil d'État, car la police connaît certainement son passé jacobin. Bonaparte doit louvoyer entre les différentes coteries : savants et idéologues héritiers de la Révolution, qui peuplent l'Institut, s’opposent aux catholiques qui penchent vers le conservatisme, comme le futur Grand maître de l’Université, Fontanes, influent au Conseil d’État. Delambre obtient finalement en faveur de Clerc l'appui d'un personnage considérable, Fourcroy, directeur de l'Instruction publique : le 1er janvier 1805, Clerc est nommé professeur de troisième et quatrième classe de mathématiques au lycée de Lyon « en remplacement de M. Ampère », par Napoléon !
La carrière de Clerc se poursuit brillamment à Lyon : devenu officier de l'Université, il bénéficie également de la création des premières facultés de Lyon en étant nommé professeur à la Faculté des Sciences. Il donne à partir de 1828 un cours public d'astronomie. Ces fonctions lui assurent un revenu confortable qui lui permet d'arriver au seuil de la bourgeoisie.
Au total, une œuvre scientifique plus qu'estimable, pas moins de 27 ouvrages, rapports aux académies des sciences de Paris ou Lyon, traductions, transmis à la communauté scientifique internationale.

### Académie des sciences de Lyon
Ampère est le parrain de Clerc à l'Académie des Sciences, Belles-Lettres et Arts de Lyon. Il y présente ses travaux dans les termes les plus élogieux. À propos du Commentaire des Courbes du troisième ordre de Newton, ouvrage de Stirling traduit et commenté par Clerc, Ampère écrit à l’Académie : « Pourquoi les ouvrages de mathématiques ne sont-ils pas toujours écrits d’une manière qui joint tant de simplicité à tant d’agréments ? ».

## Publications
- Latitudes, longitudes, angles de position d'étoiles nouvellement observées
- Aberrations et nutations de 141 étoiles principales